# Johann Ulrich von Salis-Seewis
Johann Ulrich hrabě von Salis-Seewis (německy Johann Ulrich Gaudenz Dietegen Graf von Salis-Seewis) (8. prosince 1862 Karlovac – 24. října 1940 Záhřeb) byl rakousko-uherský generál. V c. k. armádě sloužil od roku 1883, začínal u ženistů, později byl štábním důstojníkem u různých jednotek pěchoty, uplatnil se také jako pedagog a diplomat. Za první světové války bojoval jako velitel divize v Srbsku a na východní frontě. Kvůli neúspěchu v bojích proti Rusům byl v roce 1915 zbaven velení a odešel do soukromí. V roce 1916 zastával funkci generálního guvernéra v okupovaném Srbsku. V tomto úřadu projevoval sympatie ke Slovanům a po půlroce byl odvolán na nátlak uherské vlády. V letech 1916–1917 byl viceprezidentem Nejvyššího vojenského soudního dvora a na vlastní žádost se poté znovu vrátil aktivní vojenské služby. V roce 1918 byl vrchním velitelem rakousko-uherské armády v Rumunsku. Jako historicky poslední osobnost byl povýšen do hodnosti polního zbrojmistra (povýšen byl v den zániku monarchie 11. listopadu 1918). Po odchodu do penze žil v soukromí v Záhřebu.

## Životopis

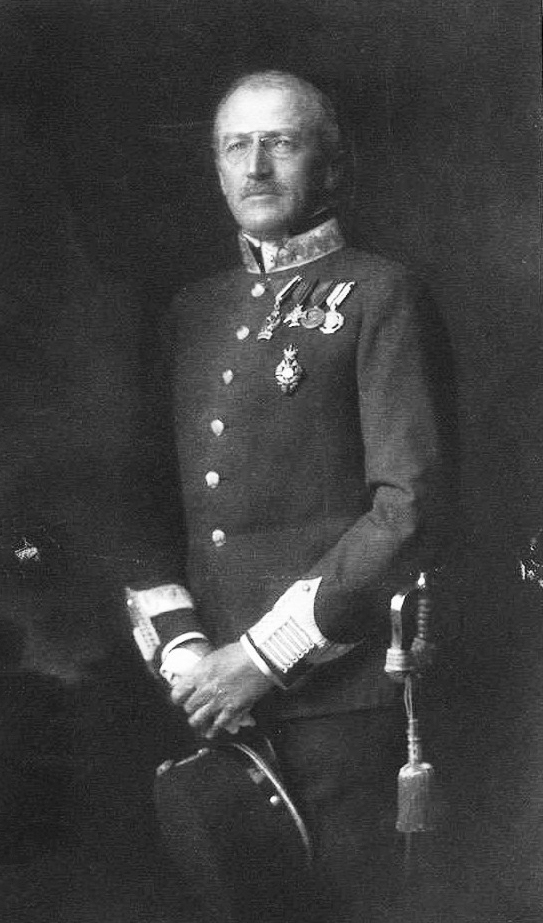
Johann Ulrich von Salis-Seewis

Pocházel ze staré šlechtické rodiny Salisů původem ze Švýcarska, narodil se jako nejstarší syn c. k. hejtmana Gaudenze Guberta Salis-Seewise (1824–1873) a jeho manželky, chorvatské šlechtičny Vilemíny, rozené Vranyczányové (1839–1898). I když byla rodová linie Salis-Seewis v té době již naturalizovaná v Rakousku-Uhersku, vlastnila stále i menší majetek ve Švýcarsku. Johann Ulrich studoval nejprve klášterní gymnázium v Kremsmünsteru, vojenskou průpravu získal na kadetní jezdecké škole v Hranicích (1877–1880) a nakonec na Technické vojenské akademii ve Vídni (1880–1883). Po otcově předčasném úmrtí si jeho vojenské vzdělání vzal na starost strýc z matčiny strany, generál Josip Maroičić. Do armády vstoupil v roce 1883 jako poručík k 2. ženijnímu pluku v Budapešti, s ním později sloužil ve Vídni a Přemyšlu. V letech 1888–1890 si doplnil vzdělání na Válečné škole (K.u.k. Kriegsschule) ve Vídni a v hodnosti nadporučíka byl zařazen do sboru důstojníku generálního štábu. Poté vystřídal službu u 19. pěší brigády v Josefově (1890–1892) a 6. pěší brigády v Salzburgu (1892–1893). Do roku 1896 poté působil jako pedagog na kadetní škole v Prešpurku, pak byl důstojníkem přímo na generálním štábu a v roce 1898 nastoupil k 82. pěšímu pluku v Gyulaféhérváru. V letech 1899–1901 byl šéfem štábu 28. pěší divize v Lublani a mezitím postupoval v hodnostech (kapitán 1893, major 1899).
V roce 1903 byl povýšen na podplukovníka a jako štábní důstojník byl přidělen k c. k. četnictvu v okupované Bosně a Hercegovině. V roce 1904 vedl diplomatickou misi do Istanbulu v otázce hranic mezi Makedonií a Osmanskou říší. Po návratu byl v roce 1906 povýšen na plukovníka a od roku 1907 velel 86. pěšímu pluku v Budapešti. Následně byl velitelem 76. pěšího pluku v Záhřebu (1907–1908) a 79. pěšího pluku v Rijece (1908–1911). V roce 1912 byl povýšen do hodnosti generálmajora a nadále sloužil v Rijece jako velitel 71. pěší brigády.

### První světová válka

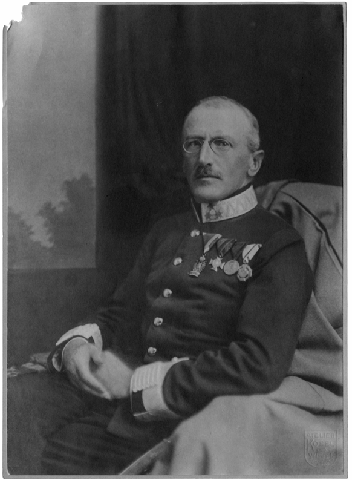
Johann Ulrich von Salis-Seewis

Na začátku první světové války byl se svou brigádou začleněn do 5. armády generála Franka určené pro boje na srbské frontě. Zúčastnil se operací na Drině a Mačvě, bojoval také v několikadenní bitvě o Šabac. V listopadu 1914 převzal velení 42. pěší divize uherské zeměbrany, která byla označována také jako chorvatská královská garda. Jako divizní velitel neuspěl během bitvy na Kolubaře. K datu 1. února 1915 byl povýšen do hodnosti polního podmaršála a se svou divizí převelen do Karpat, kde byl zařazen do armádní skupiny Pflanzer-Baltin. Podařilo se mu postoupit do Stanislavi, ale přes vysoké nasazení se mu nepodařilo zabránit ruskému překročení řeky Dněstr. V dubnu 1915 byl odvolán na popud generála Pflanzer-Baltina, který byl nespokojen s jeho velením.
Větší část roku 1915 strávil v soukromí ve Vídni, až v listopadu téhož roku mu byla nabídnuta funkce generálního guvernéra v okupovaném Srbsku, protože znal místní poměry, uměl chorvatsky a domluvil se i srbsky. Funkce se ujal v lednu 1916, brzy ale začal projevovat proslovanské sympatie a na zásah uherského premiéra Tiszy byl již v červenci 1916 z Bělehradu odvolán. Vrátil se do Vídně, kde byl přidělen k ministerstvu války a v letech 1916–1917 byl viceprezidentem Nejvyššího vojenského soudního dvora. V říjnu 1917 byl na vlastní žádost znovu povolán na frontu a jako velitel 92. pěší divize byl odeslán do Rumunska, kde bojoval v součinnosti s německou armádou. V roce 1918 byl jmenován vrchním velitelem 16. velitelství ozbrojených sil v Rumunsku a setrval zde až do konce války, kdy v listopadu 1918 vyklidil Bukurešť. V den zániku monarchie a konce existence rakousko-uherské armády byl jako historický poslední důstojník povýšen do hodnosti polního zbrojmistra (11. listopadu 1918).
K datu 1. ledna 1919 byl penzionován a usadil se v Záhřebu. Na základě dohod nástupnických států měl dostávat z Rakouska penzi 16.000 korun, výslužné mu ale bylo kráceno, až později dosáhl plné výše. Poslední roky života strávil v domě svého bratra, pomocného záhřebského biskupa Franze Emila Salis-Seewise. Na konci života mu byla diagnostikována rakovina žaludku, operaci ale odmítl a umíral ve značných bolestech. Zemřel v Záhřebu 24. října 1940 ve věku 77 let a je pohřben v rodinné hrobce na záhřebském hřbitově Mirogoj.

## Tituly a ocenění
Rodinná linie Salis-Seewis užívala již od 18. století hraběcí titul (comte) udělený ve Francouzském království. Johann Ulrich získal potvrzení hraběcího stavu pro Rakousko v roce 1915. V roce 1916 obdržel titul c. k. tajného rady s nárokem na oslovení Excelence. Během své vojenské kariéry získal řadu vyznamenání.

### Rakousko-Uhersko
- Jubilejní pamětní medaile (1898)
- Řád železné koruny III. třídy (1906)
- Služební odznak pro důstojníky III. třídy
- Vojenský jubilejní kříž (1908)
- důstojník Řádu Františka Josefa (1911)
- Mobilizační kříž (1913)
- Řád železné koruny II. třídy s válečnou dekorací (1914)
- komturský kříž Řádu Františka Josefa s hvězdou a válečnou dekorací (1917)
- Vojenský záslužný kříž II. třídy s válečnou dekorací (1918)
- Služební odznak pro důstojníky II. třídy (1918)

### Zahraničí
- rytířský kříž Řádu svatého Řehoře Velikého (1895, Papežský stát)
- Řád pruské koruny III. třídy (1898, Německo)
- Řád Osmanie II. třídy (1909, Osmanská říše)
- velkokříž Řádu sv. Olafa (1909, Norsko)
- Železný kříž II. třídy (1918, Německo)

## Rodina
Pocházel z početné rodiny, jako desetiletý chlapec musel u smrtelného lože svého otce přislíbit, že pomůže matce s výchovou a vzděláním mladších sourozenců. Mladší bratr Gubert Ambrosius (1864–1911) sloužil v armádě a dosáhl hodnosti c. k. majora, další bratr Johann Gaudenz (1866–1941) byl zemědělským inženýrem. Nejmladším sourozencem byl Franz Emil (1872–1967), který vystudoval filozofii a stal se knězem, později byl řadu let pomocným biskupem v Záhřebu (1926–1967). V jeho domě strávil Johann Ulrich svá poslední léta života.